# 마르코 델베키오
마르코 델베키오(이탈리아어: Marco Delvecchio, 1973년 4월 7일, 이탈리아 밀라노 ~ )는 이탈리아의 은퇴한 축구 선수이자, 포지션은 스트라이커였다. 그는 이탈리아의 유로 2000 준우승 멤버이며, 프랑스와의 결승전에서 득점을 기록하기도 했었다.

## 수상
AS 로마
- 2000-01 세리에 A 우승
- 2001년 수페르코파 이탈리아나 우승

 이탈리아
- UEFA 유로 2000 준우승